# خوسيه جوليان دي لا فوينتي
خوسيه جوليان دي لا فوينتي (7 سبتمبر 1903 – غ. م.) هو مبارز بالسيف أوروغواياني راحل، مثّل بلاده في الألعاب الأولمبية الصيفية 1936.

## روابط رياضية
خوسيه جوليان دي لا فوينتي على موقع أوليمبيديا (الإنجليزية)